# Maison Ribar
La maison Ribar (en serbe cyrillique : Кућа породице Рибар ; en serbe latin : Kuća porodice Ribar) est située à Belgrade, la capitale de la Serbie, dans la municipalité urbaine de Stari grad. Construite entre 1920 et 1922, elle est inscrite sur la liste des biens culturels de la Ville de Belgrade.

## Présentation
La maison de la famille Ribar, située 32 rue Francuska, a été construite entre 1920 et 1922, à l'emplacement  d'une demeure préexistante appartenant à Rudolf Pilc. Le docteur Ivan Ribar racheta la maison en 1928 et y vécut avec sa famille jusqu'au début de la Seconde Guerre mondiale. Ses deux fils, Ivo Lola et le peintre Jurica Ribar y ont grandi ; tous deux ont plus tard obtenu le titre de Héros national de la Yougoslavie. Ce fait est rappelé dans le hall d'entrée de la maison par une plaque commémorative. Après la guerre, le docteur Ribar a fait don de la maison à l'Union de la jeunesse et elle sert aujourd'hui d'hébergement à de jeunes enfants.